# Dian Cecht
Dian Cecht je bio keltski bog zdravlja i liječenja. Prema predajama, bio je iscjelitelj Tuatha dé Danaana, a poznavao je sve ljekovite biljke i napitke. Blagoslovio je izvor Slane, te su se ranjeni Tuatha dé Danaan u njemu preko noći kupali, te bi se u jutro budili potpuno zdravi i spremni za bitku. Izradio je za kralja Nuadu srebrnu ruku, u zamjenu za onu pravu koju je izgubio u bitci. Dian Cecht imao je sina Miacha. Miach je svoga oca nadmašio u iscjeliteljskim vještinama, pa je oživio Nuadinu srebrnu ruku. Međutim, on nije naslijedio mnogo božanske naravi svoga oca, živio je dugo i zdravo, ali ga je savladala neizbježna smrt.